# Colobodontium deceptivum
Colobodontium deceptivum là một loài rêu trong họ Sematophyllaceae. Loài này được (Mitt.) J. Florsch. mô tả khoa học đầu tiên năm 2011.